# Cerro Lindo
El Cerro Lindo (10°23′21″N 70°43′40″O / 10.3892, -70.7278) es una formación de montaña ubicada en el límite suroeste del estado Falcón con Zulia, al oriente de la cuenca del Lago de Maracaibo, Venezuela. A una altitud promedio entre 1342 m s. n. m. y 1.347 m s. n. m. el Cerro Lindo es una de las montañas más altas en Falcón. Junto con el Cerro Los Indios y otros macizos vecinos, forma parte de la Serranía del Empalado.